# Аматль

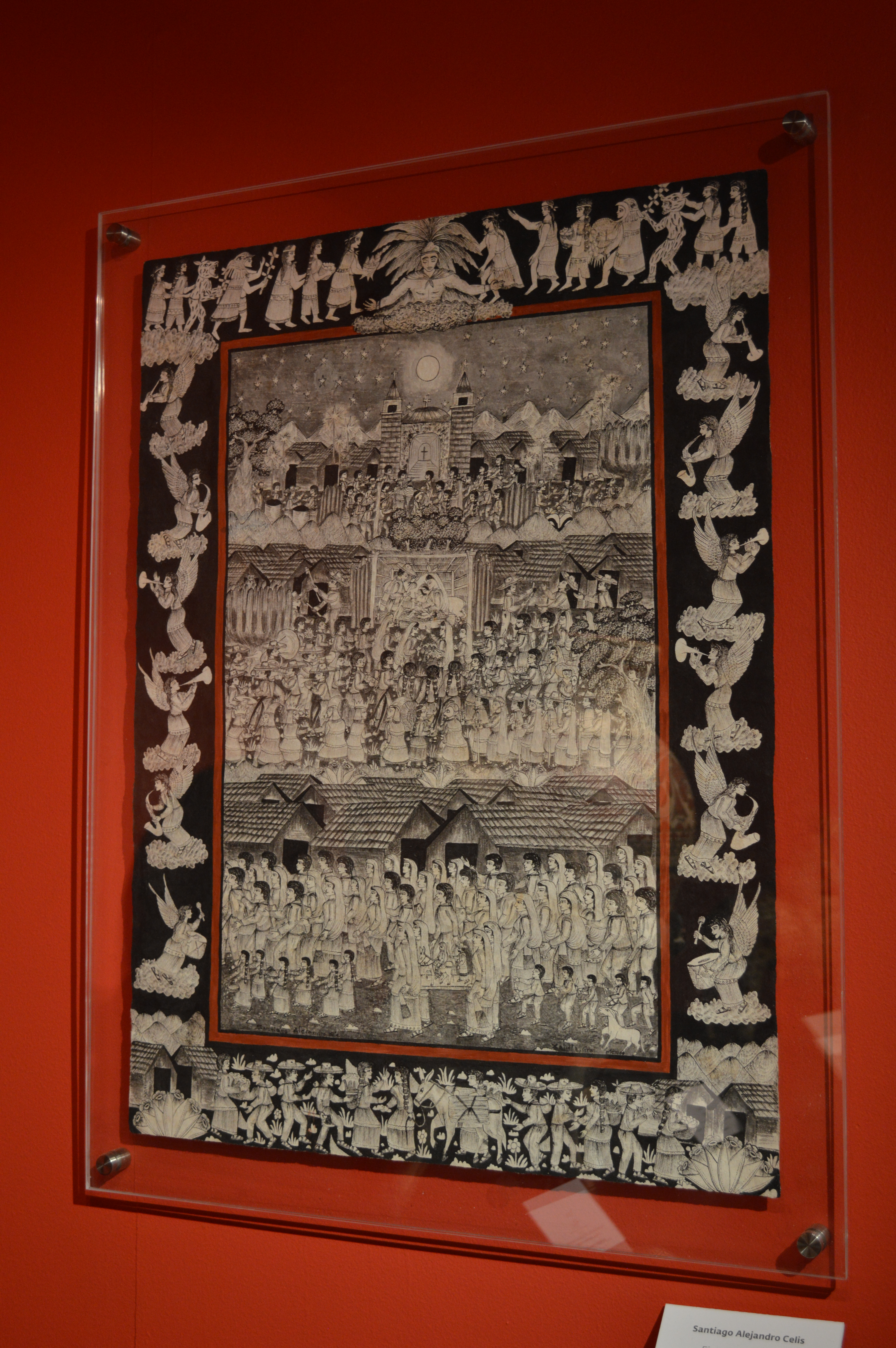
Аматль

Аматль (āmatl) — ацтекський папір, створений з природних матеріалів. Широко застосовувався для передачі інформації в Ацтекській імперії. Тривалий час іспанці переслідували виробників аматля. Лише у XX ст. у Мексиці розпочалося відновлення традиції виготовлення ацтекського паперу.

## Історія
Традиція створення аматля відома з часів існування Ольмекської цивілізації. Подальший розвиток виробництва цього типу паперу розвивалося за часів цивілізації Теотіуакана, держави тольтеків. Найбільше поширення використання аматля відбулося за часи Ацтекської імперії.
Після іспанського загарбання найбільші центри виробництва аматля було знищено. Його замінено на європейський папір. Використання ацтекського паперу збереглося лише в деяких племен центральної Мексики. З XVII до 1880-х років іспанці, потім мексиканські урядовці переслідували використання аматля.
У 1880 році дослідник Філіп Валентині привернув увагу до аматля своєю статтею «Мексиканський папір» в Працях американського антикварного товариства. Проте лише завдяки Фредеріку Старру, який у 1900 році відвідав отомі, європейці довідалися про процес виготовлення аматля.
До 1950-х років аматль виготовляли лише отомі. У 1960-х роках, аматль було обрано для художніх виробів науа з басейну річки Бальзас (штат Герреро), який для своїх потреб закуповувалися виключно в отомі. Барвисті картини, що стали відомими під ім'ям амате, стали дуже популярними на західному узбережжі Мексики серед туристів.
Сьогодні аматль виготовляють отомі, а також в містах Чуконтепекі і Сан-Пабліто, селах штатів Пуебло, Ідальго та Веракрус.

## Виробництво
Процес виготовлення паперу є ритуальним і звичайним. Використовувався для виконання різних ритуалів та для запису інформації.
Ацтекский папір виготовляли з внутрішнього шару кори різних видів фігового та тутового дерев, яких ацтеки називали амате, та рідше — з магея (вид агави). Найчастіше папір робили з Ficus padifolia, Ficus Goldmanii, урери ягодоносної (Urera baccifera) і тутового дерева (Morus celtifolia). З фігових дерев (Ficus) виходив коричневий аматль, а з тутових — білий аматль.
Папір робився навесні — під час молодика. Чоловіки здирали довгі смуги кори дерев і очищали луб'яне волокно від зовнішньої кори. Кору витягають в довгі смужки як мінімум на 1,5 метра. Жінки, які скуповували луб'яне волокно у чоловіків, потім займалися справжнім процесом виготовлення паперу.
Кора вимочувалася в річці або у вапняній ванні. Волокна підвішували, щоб ті підсохли, а потім замочували їх у киплячій воді з попелом і лаймом. Після декількох годин перебування в лаймовій воді, волокна розм'якшувалися і знову промивалися в холодній воді. Потім волокна відділялися від деревної маси, їх клали на гладеньку поверхню і били кам'яним знаряддям з рифленою поверхнею (муніто). Додавалося в'яжучий засіб, зазвичай смола, волокна збивалися в тонку однорідну масу-сторінку. Після вирівнювання і просушування оброблені волокна перетворювалися на добре впізнаваний папір, але поверхня її все ще була пористої і нерівною, непридатною для малювання до тих пір, поки її не покривали білою вапняної глазур'ю або фарбою.
Папір, розміри якого доходили до 10х23 см, складали у листи, пов'язували, пакують у зв'язки по 6 штук. На цій поверхні писарі малювали свої постаті, спочатку намічаючи контури чорним, потім додаючи пензлем інші кольори. Щорічно 24000 стоп паперу, що дорівнювалося 480000 листам, відправлялося до столиці імперії Теночтітлану.